# Izbavitelj
Izbavitelj é um filme de drama iugoslavo de 1976 dirigido e escrito por Krsto Papić. Foi selecionado como representante da Iugoslávia à edição do Oscar 1977, organizada pela Academia de Artes e Ciências Cinematográficas.

## Elenco
- Ivica Vidović – Ivan Gajski
- Mirjana Majurec – Sonja Bošković
- Fabijan Šovagović – Professor Martin Bošković
- Relja Bašić – prefeito
- Ilija Ivezić